# 454409 Markusloose
454409 Markusloose è un asteroide della fascia principale. Scoperto nel 2010, presenta un'orbita caratterizzata da un semiasse maggiore pari a 2,5589066 UA e da un'eccentricità di 0,0809248, inclinata di 14,31014° rispetto all'eclittica.